# Ode for the Birthday of Queen Anne

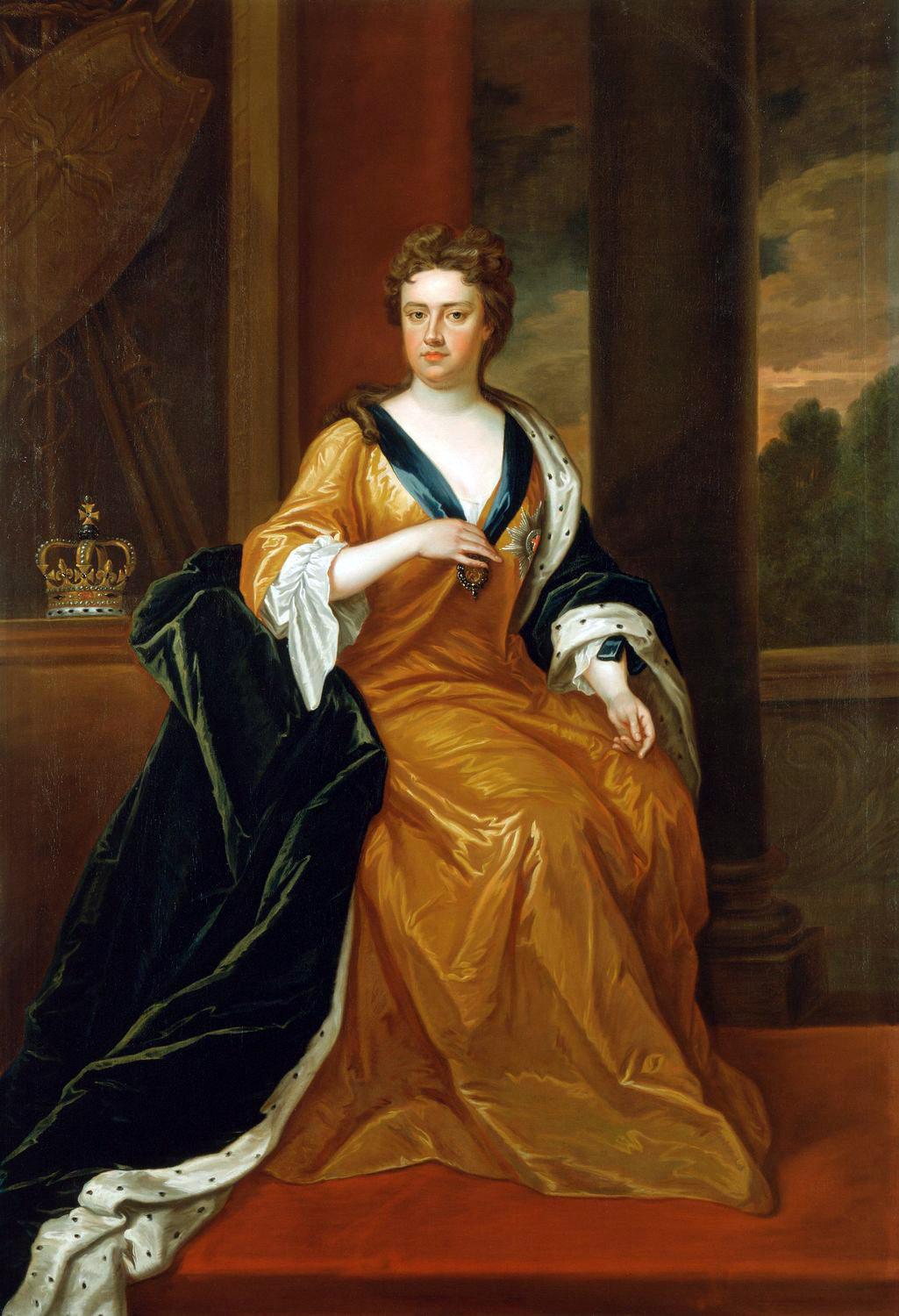
Retrat de la reina Anna per Charles Jervas

Ode for the Birthday of Queen Anne (en català, Oda per a l'aniversari de la reina Anna) (HWV 74) és una cantata profana composta per Georg Friedrich Haendel sobre un llibret d'Ambrose Philips. Segurament fou composta el gener de 1713 per a ésser interpretada el 6 de febrer de 1713 (representació que no va tenir lloc). Els altres catàlegs de les obres de Händel donen com referència per a aquesta peça: HG xlviA i HHA i/6.

## Presentació
Aquesta cantata ere per celebrar l'aniversari de la reina Anna i el tractat de Utrecht que posava fi a la Guerra de Successió Espanyola.
Segons el Duc de Manchester, la reina Anna era "massa indiferent i massa ocupada per escoltar la seva pròpia orquestra, i no se li hauria acudit la idea d'escoltar o de pagar un altre cop als músics, fos quin fos el seu geni o el seu talent". Independentment que hagués escoltat (o no) aquesta oda composta per al seu aniversari, va atorgar a Händel una pensió vitalícia anual de 200 llibres esterlins que va poder cobrar durant la resta de la seva vida

## Estructura
Cadascuna de les set estrofes s'acaba per aquestes dues tornades cantades pel cor:
The day that gave great Anna birth,
Who fix'd ha lasting peace es Earth.
(El dia on va néixer la gran Anne
que va instaurar una pau durable sobre la terra)

### Text
- (Solo de contralt amb trompeta solista sobre cordes sostingudes)

Eternal source of light divine
With double warmth thy beams display
And with distinguish'd glory shine
To add a lustre to this day.
- (Solo de contralt, i cor amb orquestra)

The day that gave great Anna birth
Who fix'd a lasting peace on earth.
- (Solo de soprano, i cor amb orquestra)

Let all the winged race with joy
Their wonted homage sweetly pay
Whilst towr'ing in the azure sky
They celebrate this happy day.
The day that gave great Anna birth
Who fix'd a lasting peace on earth.
- (Solo de contralt; després solo de contralt i soprano amb cor i orquestra)

Let flocks and herds their fear forget
Lions and wolves refuse their prey
And all in friendly consort meet
Made glad by this propitious day.
The day that gave great Anna birth
Who fix'd a lasting peace on earth.
- (Duet de baix i contralt, amb cor i orquestra.)[2]

Let rolling streams their gladness show
With gentle murmurs whilst they play
And in their wild meanders flow
Rejoicing in this blessed day.
The day that gave great Anna birth
Who fix'd a lasting peace on earth.
- (Duet de soprano i contralt, amb solo d'oboè i orquestra)

Kind Health descends on downy wings
Angels conduct her on the way.
T'our glorious Queen new life she brings
And swells our joys upon this day.
- (Contralt i soprano, amb cor i orquestra)

The day that gave great Anna birth
Who fix'd a lasting peace on earth.
- (Solo de baix, amb cor i orquestra)

Let envy then conceal her head
And blasted faction glide away.
No more her hissing tongues we'll dread
Secure in this auspicious day.
The day that gave great Anna birth
Who fix'd a lasting peace on earth.
- (Solo de contralt; després, cor amb efectes d'eco, solo de trompeta i orquestra)

United nations shall combine
To distant climes their sound convey
That Anna's actions are divine
And this the most important day!
The day that gave great Anna birth
Who fix'd a lasting peace on earth.